# Nwankwo Kanu
Nwankwo Christian Nwosu Kanu (Owerri, 1 de agosto de 1976) é um ex-futebolista nigeriano que atuava como centroavante.
Ficou marcado pela conquista da medalha de ouro nos Jogos Olímpicos de 1996, competição em que a Nigéria desbancou a favorita Seleção Brasileira na semifinal.

## Carreira

### Início
Kanu iniciou sua carreira no modesto Federation Works, time da Nigéria, antes de ser contratado pelo Iwuanyanwu Nationale (atual Heartland).

### Ajax
Depois de chamar atenção na Copa do Mundo FIFA Sub-17 de 1993 com a Seleção Nigeriana, no mesmo ano assinou com o Ajax por apenas 207 euros. Estreou pelo clube holandês no ano seguinte, onde marcou 25 gols em 54 jogos durante toda a temporada. Destacou-se na final da Liga dos Campeões de 1994–95, em que seu time foi campeão após derrotar o Milan.

### Internazionale
Foi contratado pela Internazionale em 1996, por aproximadamente 4,7 milhões de reais. No verão do mesmo ano, virou capitão da Nigéria durante os Jogos Olímpicos de Atlanta e marcou dois gols durante a semifinal sobre o Brasil, revertendo um placar de 2–3 para 4–3 na prorrogação, dando a vitória para os Super Águias. Ainda em 1996, Kanu também foi nomeado Futebolista Africano do Ano.
Após voltar das Olimpíadas, fez exames médicos pela Inter que revelaram sérios problemas de coração, levando-o a submeter-se a uma cirurgia em novembro para substituir uma válvula aórtica, impedindo-o de jogar até abril de 1997. Em suas entrevistas, Kanu frequentemente citava sua fé como cristão e que sua carreira profissional vem a partir de suas orações para Deus. Suas experiências também o levaram a criar uma organização que visa ajudar jovens africanos que sofrem de defeitos no coração, chamada de Kanu Heart Foundation.

### Arsenal
Em fevereiro de 1999, depois de 20 jogos e apenas um gol pela Inter, assinou com o Arsenal por aproximadamente 4 milhões de euros. Seu jogo de estreia, contra o Sheffield United pela Copa da Inglaterra, foi bastante incomum. Com um placar de 1–1 e faltando 10 minutos para o fim do jogo, o goleiro do Sheffield, Alan Kelly, chutou a bola para fora do campo para que um jogador machucado fosse atendido. Quando a bola foi jogada de volta ao campo por Ray Parlour, volante do Arsenal, com a intensão de ser devolvida ao goleiro rival, Kanu, pensando que tratava-se de uma jogada de ataque, recebeu a bola pela direita e cruzou para Marc Overmars marcar o gol, deixando o placar em 2–1. Imediatamente após o jogo, o técnico do Arsenal. Arsène Wenger, ofereceu-se para corrigir o erro e pediu a remarcação da partida, mas no final a vitória ficou com o clube londrino.
Apesar dos eventos que ofuscaram sua estreia, a carreira de Kanu reviveu rapidamente pelo Arsenal. Ele marcou seu primeiro gol pelo clube na rodada seguinte da Copa da Inglaterra, contra o Derby County, saindo do banco de reservas para marcar o único gol da partida. Logo tornou-se conhecido por fazer gols depois de sair do banco de reservas, marcando gols importantes contra Sheffield Wednesday, Tottenham e Aston Villa, todos como substituto.
Kanu foi nomeado Futebolista Africano do Ano pela segunda vez em 1999 e na temporada 1999–00 do futebol inglês ele marcou 17 vezes em 50 partidas pelos Gunners, incluindo três gols em quinze minutos contra o Chelsea, transformando o placar de 2–0 para 3–2 e garantindo a vitória de virada para seu time. Em agosto de 2001, o Arsenal rejeitou uma oferta vinda do Fulham de aproximadamente 7 milhões de euros por Kanu. No entanto, as boas atuações do atacante passaram a ficar cada vez menos frequentes, muito por conta da grande fase do francês Thierry Henry, que logo assumiu a titularidade e não largou mais. Apesar disso, Kanu conquistou uma dobradinha (Primeira Divisão e Copa da Inglaterra) pelo Arsenal em 2002, uma Copa da Inglaterra em 2003 e o título da Premier League na temporada 2003–04. No total, Kanu atuou em 197 jogos pelo Arsenal (quase metade deles como substituto) e marcou 44 gols. No verão de 2004, depois de terminar seu contrato com os Gunners, o atacante foi contratado pelo West Bromwich numa transferência gratuita.
No dia 21 de julho de 2006, Kanu jogou como convidado pelo Arsenal no jogo de despedida de Dennis Bergkamp: um amistoso contra o Ajax que marcava a primeira partida realizada no novo estádio do clube, o Emirates Stadium. O jogo estava empatado em 1–1, quando Kanu fez o gol da vitória. No final da partida, juntou-se ao restante da equipe do Arsenal para saudar o aposentado atacante holandês, com todos os jogadores sendo aplaudidos de pé pelos torcedores.
Em 2008, Kanu ficou em 13º no "Gunners Greatest 50 Players", ranking com os 50 melhores jogadores da história do Arsenal.

### West Bromwich
O West Brom tinha acabado de ser promovido para a Premier League pela segunda vez no intervalo de dois anos. No dia 14 de agosto de 2004, Kanu começou como titular e fez estreou num empate de 1–1 contra o Blackburn. Marcou seu primeiro gol pelo clube no dia 18 de setembro, definindo o empate de 1–1 contra o Fulham. Em uma partida contra o Middlesbrough, no dia 14 de novembro, Kanu foi considerado culpado pela derrota do WBA por 2–1, após perder um gol claríssimo no final da partida. O técnico Bryan Robson foi visto em imagens na TV falando "Como ele pode errar aquilo?".
A temporada 2004–05 foi memorável para o West Brom, pois foi o primeiro clube a evitar a queda da Premier League depois de estarem na lanterna da tabela durante o Natal. Um dos jogos mais memoráveis da temporada 2005–06 para Kanu veio ao enfrentar seu antigo clube, o Arsenal, no dia 15 de outubro de 2005. Philippe Senderos colocou os visitantes na frente aos 17 minutos, mas Kanu, rapidamente, igualou o placar antes da metade do primeiro tempo. O WBA veio a ganhar a partida por 2–1 com uma finalização espetacular de Darren Carter, sendo essa a primeira vitória em casa sobre o Arsenal desde 1973. Mas resultados assim eram raros para o Albion naquela temporada, e o clube caiu no final da temporada 2005–06. O contrato de Kanu tinha expirado e ele optou pela não-renovação. Nos seus dois anos jogando pelo Albion, ele participou de um total de 58 partidas (16 delas como substituto) e marcou nove gols.

### Portsmouth

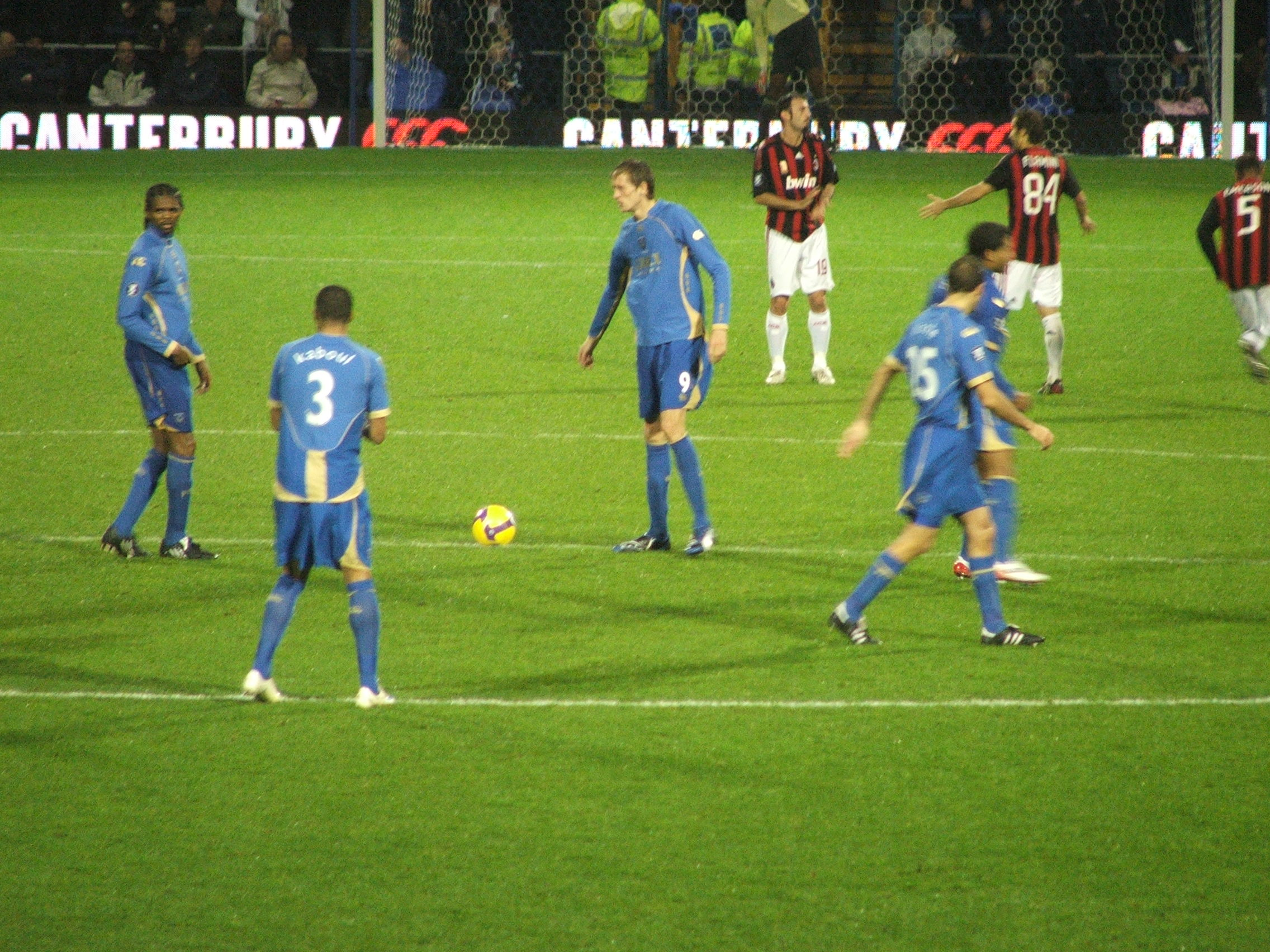
Kanu (à direita) durante o jogo entre Portsmouth e Milan, juntamente com Crouch, Kaboul, Johnson e Little

Assinou com o Portsmouth no dia 18 de agosto de 2006, também numa transferência livre. O Pompey tinha passado por uma renovação durante a segunda metade da temporada anterior; contou com o retorno do antigo treinador Harry Redknapp, que evitou o rebaixamento por quatro pontos. No início da temporada 2006–07, o time ficou invicto nos seus cinco primeiros jogos, onde não sofreu nenhum gol adversário. Kanu estreou pelo Portsmouth no dia 19 de agosto, contra o Blackburn, na abertura da Premier League. O nigeriano saiu do banco de reservas, marcou duas vezes e teve grande atuação, embora tenha perdido um pênalti. Kanu voltou a marcar dois gols no dia 28 de agosto, numa goleada por 4–0 contra o Middlesbrough, em pleno Riverside Stadium. O atacante manteve a boa fase e chegou a ficar no topo da lista de artilheiros, mas teve uma seca de gols durante o restante do campeonato; ainda assim, terminou como o artilheiro do Portsmouth, com 12 gols.
Na sua segunda temporada pelo Pompey, Kanu marcou na vitória de 1–0 contra o West Bromwich, na semifinal da Copa da Inglaterra, e no triunfo por 1–0 na final contra o Cardiff, conquistando assim a competição pela terceira vez. Seu primeiro gol na temporada 2008–09 foi o do empate por 2–2 contra o Milan, pela Copa da UEFA. Mais tarde ele marcou o gol da vitória do Portsmouth sobre o Bolton, o que assegurou seu time em uma posição matematicamente segura. Em agosto de 2010, renovou seu contrato com o Portsmouth com a intenção de se tornar treinador quando se aposentar. Ele assinou uma renovação por três anos e manteve o número 27 em sua camisa, porém não começou bem a temporada, marcando apenas dois gols. Disputou bem menos partidas na temporada 2011–12, aparecendo bastante no banco de reservas durante os jogos. Após a saída do técnico Steve Cotterill e a chegada de Michael Appleton, Kanu parou de ser relacionado devido à problemas físicos e por lesões.
Deixou o Portsmouth em julho de 2012, após o clube não ter pago a dívida de 3 milhões de euros que possuía com o atacante.

## Seleção Nacional
Entre 1994 e 2010, Kanu figurou nas convocações a Seleção Nigeriana, fazendo sua estreia em um amistoso contra a Suécia. No começo de sua carreira, Kanu foi peça fundamental no sucesso da Nigéria na conquista da Copa do Mundo FIFA Sub-17 de 1993, realizada no Japão; o centroavante teve grande atuação na final, na vitória por 2–1 sobre Gana. Seu grande momento veio três anos depois, ao participar da conquista do ouro olímpico nas Olimpíadas de 1996, desbancando na semifinal a favorita Seleção Brasileira de Ronaldo, Roberto Carlos e cia.
Kanu disputou três Copas do Mundo FIFA com a Nigéria: a de 1998, realizada na França, a de 2002, na Coreia do Sul e no Japão, e a de 2010, na África do Sul. Nessa última, logo após a eliminação da Nigéria na fase de grupos, Kanu anunciou sua aposentadoria da Seleção no dia 24 de junho de 2010. No entanto, seu último jogo pelas Super Águias ocorreu em junho de 2011, quando foi convocado para um amistoso entre os "Amigos de Kanu" e o "Super Eagles All Stars", composto por atuais e ex-jogadores da Seleção Nigeriana. Três meses antes, disputou seu último jogo oficial pela Nigéria contra o Quênia.

## Vida pessoal
Ao longo da carreira, Kanu superou um sério problema cardíaco, o que o incentivou a criar a Kanu Heart Foundation, entidade filantrópica que ajuda crianças africanas com doenças no coração.
Em 2015, na Nigéria, Kanu abriu uma agência de modelos que leva o nome de Papilo, seu apelido nos tempos de jogador.

## Títulos
Iwuanyanwu Nationale
- Campeonato Nigeriano: 1992–93

Ajax
- Eredivisie: 1993–94, 1994–95 e 1995–96
- Liga dos Campeões da UEFA: 1994–95
- Supercopa da UEFA: 1995
- Copa Intercontinental: 1995

Internazionale
- Copa da UEFA: 1998

Arsenal
- Premier League: 2001–02 e 2003–04
- Copa da Inglaterra: 2001–02 e 2002–03
- Supercopa da Inglaterra: 1999

Portsmouth
- Copa da Inglaterra: 2007–08

Seleção Nigeriana
- Copa do Mundo FIFA Sub-17: 1993
- Copa das Nações Afro-Asiáticas: 1995
- Jogos Olímpicos: 1996 (ouro)

### Prêmios individuais
- Futebolista Africano do Ano: 1996 e 1999
- Futebolista Africano do Ano pela BBC: 1997 e 1999
- Seleção Nigeriana de Todos os Tempos - IFFHS: 2022[13]